# Sankt Ibbs nya kyrka
Sankt Ibbs nya kyrka, även kallad Allhelgonakyrkan, är en dekonsekrerad kyrkobyggnad i Tuna by mitt på Ven. Den tillhörde Sankt Ibbs församling i Lunds stift. Sedan 2003 äger Statens fastighetsverk kyrkan och den inrymmer numera Tycho Brahe-museet.

## Kyrkobyggnaden
Kyrkan byggdes 1898–1899 i nygotisk stil av rött tegel efter ritningar gjorda av Gustaf Pettersson. Den uppfördes alldeles intill lämningarna efter Tycho Brahes slott Uraniborg och observatoriet Stjerneborg. Kyrkan har torn och smalare tresidigt kor. Den utnyttjades som församlingskyrka, men blev allt mindre använd under slutet av 1900-talet.
Den 16 november 2003 avsakraliserades kyrkan och såldes därefter till Statens fastighetsverk.

## Kyrkklockor
- Storklockan göts 1898 av Johan A. Beckman & Co i Stockholm. Den väger 360 kilo. Den används fortfarande vid ett par kyrkliga tillfällen.

- Lillklockan kommer ifrån Tuna by och göts 1770 av Andreas Wetterholtz i Malmö. Den används fortfarande vid ett par kyrkliga tillfällen.

## Orgel
- Den nuvarande orgeln byggdes 1899 av Salomon Molander & Co, Göteborg och är en mekanisk orgel. Orgeln har en fast kombination.

| Huvudverk I       | Svällverk II        | Pedal         | Koppel   |
| Borduna 16´       | Violin Principal 8´ | Subbas 16´    | I/P      |
| Principal 8´      | Rörflöjt 8´         | Principal 8´  | II/P     |
| Flöjt Harmonik 8´ | Salicional 8´       | Violoncell 8´ | II/I     |
| Gamba 8'          | Violin 4'           |               | I 4'/I   |
| Octava 4'         | Crescendosvällare   |               | II 16'/I |
| Flöjt Harmonik 4' |                     |               |          |
| Trumpet 8'        |                     |               |          |

## Tycho Brahe-museet
Efter renovering och invändig ombyggnad öppnade Tycho Brahe-museet i kyrkan och invigdes av kronprinsessan Victoria den 29 april 2005. Museet skildrar Tycho Brahes liv och vetenskapliga gärning. Utställningen består av filmer, arkeologiska fynd från området, rekonstruerade instrument, modeller, bilder och multimedia.